# خافيير كوريا
خافيير كوريا (بالإسبانية: Javier Andrés Correa) هو راكب الكنو أرجنتيني، ولد في 17 يوليو 1976 في باريلوتشي في الأرجنتين.

## وصلات خارجية
- خافيير كوريا على موقع أوليمبيديا (الإنجليزية)